# Vasara baigiasi rudenį
Vasara baigiasi rudenį è un film del 1981, diretto da Gytis Lukšas. L'azione si svolge nella regione lituana dell'Aukštaitija.  

## Trama
Jakimkus, un uomo con un passato da alcoolista, dopo una lunga assenza, avendo appreso che la moglie è morta, torna nella casa abitata ora dal figlio Vilius. Entrambi ottengono un lavoro presso un'impresa edile, e, con il compito di  scavare un canale, si trasferiscono momentaneamente a casa di Milda, che vi abita con la figlioletta Laimute.
Entrambi gli uomini cercano di instaurare un rapporto amoroso con Milda, con esiti diversificati, finché Vilius parte per arruolarsi nell'esercito, mentre Jakimkus, che si interroga sul significato della propria vita, pare ritrovare la serenità.